# Gneo Calpurnio Pisone (console 139 a.C.)
Gneo Calpurnio Pisone (in latino Gnaeus Calpurnius Piso; fl. II secolo a.C.) è stato un politico romano.

## Biografia
Pisone fu eletto console nel 139 a.C. con Marco Popilio Lenate, ma ogni altro accadimento della sua vita, compresi i fatti del suo consolato, non sono noti.